# Tajuan Agee
Tajuan Agee (Chicago, Illinois, 12 de noviembre de 1997) es un jugador de baloncesto estadounidense que pertenece a la plantilla del BCM Gravelines-Dunkerque de la LNB Pro A. Con 2,06 metros de estatura, juega en la posición de ala-pívot.

## Trayectoria deportiva

### Universidad
Es un ala-pívot natural de Chicago formado en la Hyde Park Career Academy de su ciudad natal hasta 2016, cuando ingresa en Tyler College con el que disputa durante dos temporadas la NCAA. En 2018, ingresa en la Universidad de Iona, institución académica ubicada en New Rochelle, Nueva York, con el que jugaría durante dos temporadas en la NCAA con Iona Gaels, desde 2018 a 2020.

### Profesional
Tras no ser elegido en el Draft de la NBA de 2020, el 8 de julio de 2020 inicia su trayectoria como profesional en Europa en las filas del BC Balkan Botevgrad de la NBL, la primera división de Bulgaria.
En la temporada 2021-22, firma por el Maccabi Haifa BC de la Liga Nacional de Israel, pero finalmente se unió al Maccabi Ashdod/Be'er Tuvia con el que disputó dos partidos en el mes de octubre de 2021.
El 11 de noviembre de 2021, firmó con el SC Rasta Vechta de la ProA, la segunda división de Alemania.
El 26 de mayo de 2022, firmó con los IMS Payroll Hawks de la NBL neozelandesa.
El 13 de junio de 2022, renovó con el SC Rasta Vechta de la ProA.
El 9 de julio de 2023, Agee firmó con el BCM Gravelines-Dunkerque de la LNB Pro A.